# Kanton San Miguel de Urcuquí
Der Kanton San Miguel de Urcuquí befindet sich in der Provinz Imbabura im Norden von Ecuador. Er besitzt eine Fläche von 785,3 km². Im Jahr 2022 lag die Einwohnerzahl bei rund 18.000. Verwaltungssitz des Kantons ist die Kleinstadt Urcuquí mit 3298 Einwohnern (Stand 2010). Der Kanton San Miguel de Urcuquí wurde am 9. Februar 1984 gegründet.

## Lage
Der Kanton San Miguel de Urcuquí befindet sich im Norden der Provinz Imbabura. Der Hauptort Urcuquí befindet sich 11,5 km nordwestlich der Provinzhauptstadt Ibarra. An der südwestlichen Kantonsgrenze erhebt sich der 4180 m hohe Vulkan Yanahurcu. Der Nordwesten des Kantons wird über den Río Lita, ein linker Nebenfluss des Río Mira, nach Norden entwässert. Im Südosten begrenzt der Río Ambi, linker Quellfluss des Río Mira, den Kanton. Etwa 3 km südöstlich von Urcuquí liegt der Campus der Universidad Yachay Tech.
Der Kanton San Miguel de Urcuquí grenzt im Osten an die Provinz Sucumbíos, im Süden an die Provinz Pichincha, im Westen an den Kanton Ibarra sowie im Norden an den Kanton Bolívar der Provinz Carchi.

## Verwaltungsgliederung
Der Kanton San Miguel de Urcuquí ist in die Parroquia urbana („städtisches Kirchspiel“)
- Urcuquí

und in die Parroquias rurales („ländliches Kirchspiel“)
- Cahuasquí
- La Merced de Buenos Aires
- Pablo Arenas
- San Blas
- Tumbabiro

gegliedert.

## Geschichte
Entwicklung der Einwohnerzahl im Kanton San Miguel de Urcuquí bei landesweiten Volkszählungen zum jeweiligen Gebietsstand:
| Jahr                    | Einwohner | +/-    |
| ----------------------- | --------- | ------ |
| 1990                    | 13.736    | –      |
| 2001                    | 14.381    | 4,7 %  |
| 2010                    | 15.671    | 9 %    |
| 2022                    | 17.969    | 14,7 % |
| Datenherkunft: Wikidata |           |        |